# Роберт Скотт Мак-Міллан
Роберт Скотт Мак-Міллан (англ. Robert Scott McMillan) — американський астроном, який працює в університеті Аризони й очолює програму дослідження малих планет (проект Spacewatch). Ступінь Ph.D. він отримав 1977 року в Техаському університеті в Остіні.
Йому належать різні відкриття в області малих планет. Зокрема він відкрив у 2000 році малу планету 20000 Варуна.
19 жовтня 2008 року Мак-Міллан відкрив також коротко-періодичну комету 208P/McMillan.
Також Мак-Міллан є одним з відкривачів супутника Юпітера Калліррое.
На його честь названо астероїд 2289 МакМіллан.